# Nycteridopsylla longiceps
Nycteridopsylla longiceps är en loppart som beskrevs av Rothschild 1908. Nycteridopsylla longiceps ingår i släktet Nycteridopsylla och familjen fladdermusloppor. Inga underarter finns listade i Catalogue of Life.